# Глазков, Евгений Григорьевич
Евгений Григорьевич Глазков (годы жизни неизвестны) — советский футболист, нападающий.
В 1936—1937 годах играл за команду «Красное Знамя» (Глухово), при Глуховской мануфактуре.
В 1936 году команда выступала в первом розыгрыше Кубка СССР и дошла до полуфинала, последовательно обыграв команды: «Угольщики» (Сталино) (3:0 в 1/32 финала), «Красное Знамя» (Егорьевск) (4:0 в 1/16) и «Динамо» (Ленинград) (1:0 в 1/4 финала). В полуфинале проходившем в Москве на стадионе «Динамо» в присутствии 10 000 последовал разгромный проигрыш «Динамо» (Тбилиси) 1:5. Евгений Глазков провёл все матчи без замен.
В 1937 году команда вновь играла в Кубке СССР и Евгений Глазков опять играл во всех матчах без замен. Сначала были повержены «Красный кондитер» (Москва) (4:3 в 1/64 финала) и «Спартак» (Минск) (3:0 в 1/32 финала и на счету Глазкова 2 забитых мяча). В 1/16 финала команде выпало играть два матча против «Спартака» (Москва). В первом матче за 135 минут игры победитель выявлен не был (1:1). На следующий день в переигровке счет был 5:0 в пользу «Спартака».